# Torpedówka falklandzka
Torpedówka falklandzka (Tachyeres brachypterus) – gatunek dużego, nielotnego ptaka z rodziny kaczkowatych (Anatidae). Występuje wyłącznie na Falklandach. Nie jest zagrożony wyginięciem.

## Taksonomia
Nazwę zgodną z zasadami nazewnictwa binominalnego ustalił John Latham w 1790; przydzielił torpedówce falklandzkiej nazwę Anas brachyptera. Obecnie (2020) akceptowana przez Międzynarodowy Komitet Ornitologiczny (IOC) nazwa to Tachyeres brachypterus. IOC nie wyróżnia podgatunków. Na Falklandach występuje również populacja torpedówek, które nie utraciły zdolności do lotu. Te uznawane są za osobny gatunek – torpedówkę lotną (T. patachonicus), który zasiedla również część kontynentu. Jednakże według badań z 2012 populacje falklandzkie są nierozróżnialne pod względem genetycznym, co wskazywałoby na brak odrębności gatunkowej u lotnych i nielotnych torpedówek z Falklandów. Torpedówka falklandzka oddzieliła się od swych kontynentalnych krewnych 2,2–0,6 mln lat temu, w czasie gdy najprawdopodobniej istniało lądowe połączenie pomiędzy Falklandami a kontynentem Ameryki Południowej.

## Morfologia

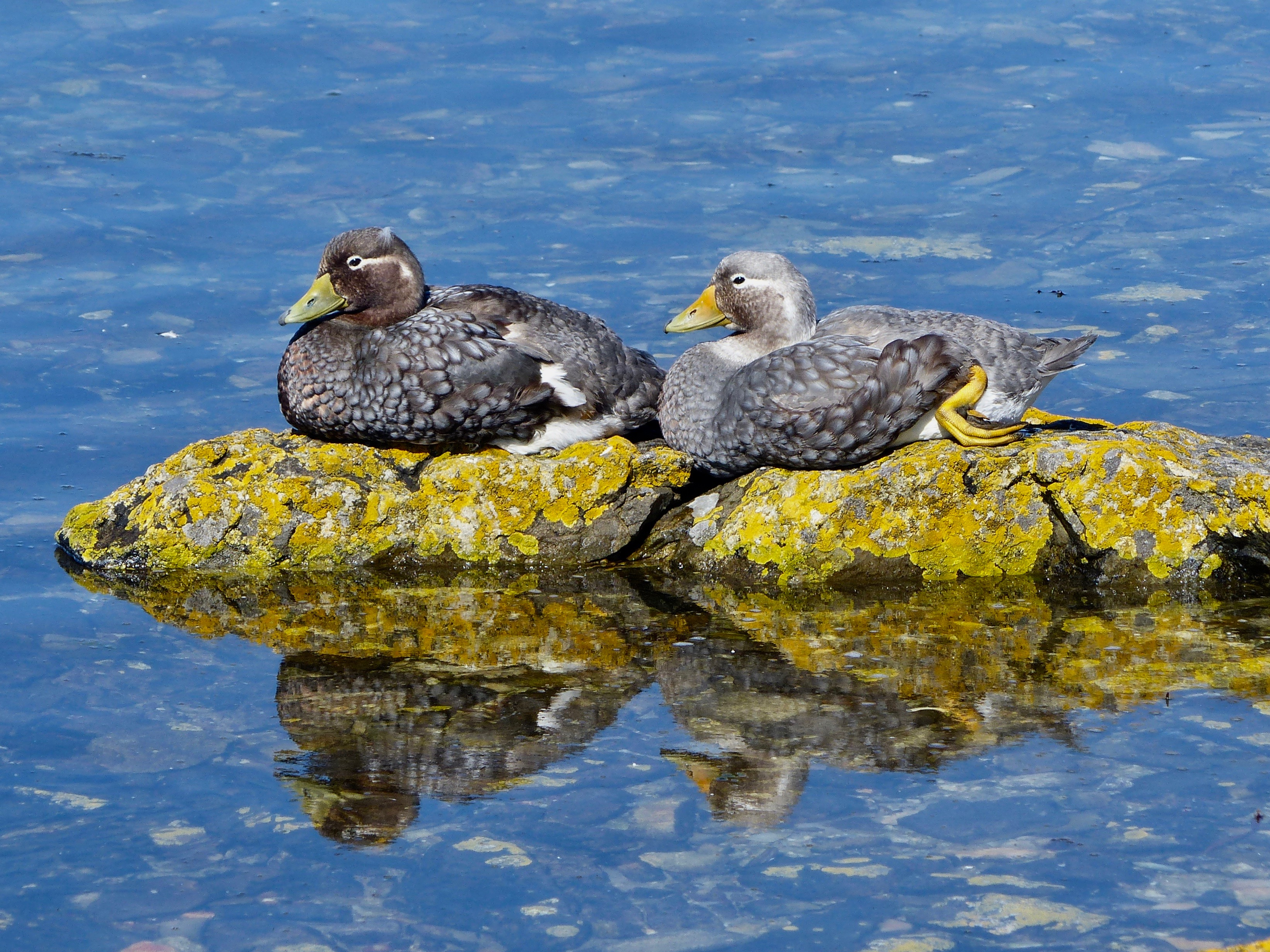
Para torpedówek falklandzkich

Długość ciała wynosi 61–74 cm, masa ciała samców: 3300–4800 g, samic – 2900–4196 g. Upierzenie u obu płci podobne. U samca występują trzy wersje upierzenia głowy i szyi. Mogą pojawić się białe głowa i szyja z szarym odcieniem na wierzchu głowy, inne upierzenie: z szarą „czapeczką”, brązowymi policzkami i białym paskiem za okiem lub jeszcze odmienna wersja upierzenia: ciemnobrązowa głowa ze słabo zaznaczonym paskiem za okiem. Gardło przybiera kolor cynamonowy lub kasztanowy. Grzbiet, kuper, pierś, lotki I rzędu, pokrywy podskrzydłowe oraz sterówki są szare. W zmiennej ilości występują obszary o srebrzystych odcieniach i brązowe krawędzie. Zarówno pierś jak i boki porastają pióra kasztanowe. Niższa część piersi, brzuch, większość lotek II rzędu i pokrywy podogonowe są białe. Sterówki środkowej pary są wygięte i odpowiednio wydłużone. Dziób przybiera kolor żółtopomarańczowy, a rogowa wypustka na jego końcu – czarny. Tęczówka brązowa, nogi i stopy żółtopomarańczowe.

## Ekologia
Torpedówki falklandzkie przebywają głównie na postrzępionych wybrzeżach, najczęściej małych wyspach i osłoniętych zatokach. Terytorialne pary w sezonie lęgowym bronią danego odcinka wybrzeża nie tylko przed torpedówkami, ale i innymi gatunkami. Skład pożywienia torpedówki falklandzkiej podobny jest do tego u torpedówki lotnej, jednak ptaki spożywają stosunkowo więcej małży i ślimaków, a mniej skorupiaków.
Zdaniem Karola Darwina w momencie jego odwiedzin na Falklandach podczas wyprawy na HMS Beagle (1833) był to gatunek liczny. O torpedówkach napisał:

Na wyspach tych jest również nadzwyczaj pospolita wielka kaczka grubogłowa (Anas brachyptera Lath., Micropterus cinereus Gm., Less.), ważąca niekiedy dwadzieścia dwa funty¹. Niegdyś nazywano te kaczki wyścigowcami dla ich niezwykłego sposobu pływania po wodzie i bryzgania; obecnie jednak noszą one daleko odpowiedniejszą nazwę parowców². Skrzydła ich są zbyt małe i zbyt słabe, by mogły im pozwalać latać; lecz gdy przy ich pomocy, po części przez wiosłowanie, po części zaś przez uderzanie o powierzchnię wody poruszają się bardzo szybko. Ruch ten przypomina kaczkę domową, uciekającą przed psem [...]. Te niezaradne i krótkoskrzydłe kaczki sprawiają niezwykle dziwne wrzaski i bryzgania.

¹ Blisko 9,96 kg

² W czasach Darwina parowce miały często napęd bocznokołowy

### Lęgi

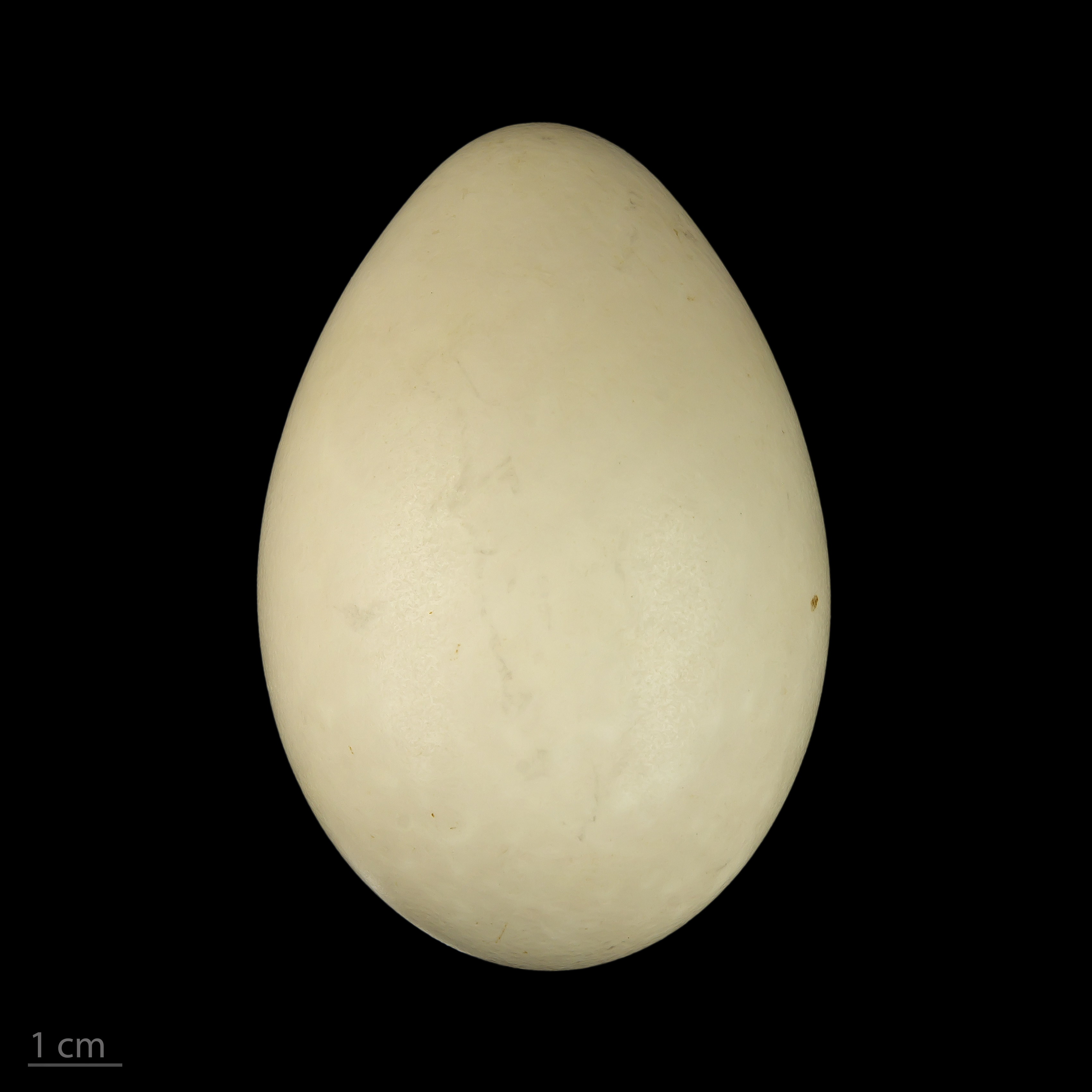
Jajo z kolekcji muzealnej

Okres lęgowy przeważnie trwa od połowy września do grudnia. Najchętniej na miejsce na gniazdo wybiera gęste zarośla, jednak nierzadko zdarza się, że torpedówki falklandzkie używają opuszczonych nor pingwinów magellańskich (Spheniscus magellanicus). Gniazdo to wydrapany w ziemi dołek, okazjonalnie wzmocniony trawą i patykami. W zniesieniu może być od 4 do 11 jaj. Wymiary jaj (n=11): 77–86 na 56–57 mm. 19 zbadanych jaj (złożonych w niewoli) ważyło przeciętnie 132 g. Samica wysiaduje jaja sama przez blisko 30 dni. Młode po wykluciu ważą przeciętnie 82,7 g (n=7, dane z niewoli). Zazwyczaj młodymi opiekują się oba ptaki z pary. Brak informacji o sukcesie lęgowym czy długości życia na wolności; w niewoli może żyć do 20 lat.

## Status i zagrożenia
IUCN nieprzerwanie od 1988 roku uznaje torpedówkę falklandzką za gatunek najmniejszej troski (LC, Least Concern), mimo że zasięg tego gatunku kaczki jest ograniczony zaledwie do Falklandów. Ze względu na brak dowodów na spadki liczebności bądź istotne zagrożenia dla gatunku BirdLife International uznaje trend liczebności populacji za stabilny. Wymienia 19 ostoi ptaków IBA w obrębie wysp, na których spotkać można T. brachypterus. Choć populacja z okolic Stanley ucierpiała podczas wojny o Falklandy, a miejscami mogą torpedówkom zagrażać wycieki ropy, lokalna ludność jest entuzjastycznie nastawiona do owych kaczek i wrażliwa na problemy środowiskowe, co jest korzystne dla torpedówek.